# Lac d'Aygues Cluses
Le lac d'Aygues Cluses ou d' Aygue-Cluse  est un  lac pyrénéen français situé administrativement dans la commune de Barèges dans le département français des Hautes-Pyrénées, dans le Lavedan en Occitanie.
Le lac a une superficie de 0,6 ha pour une altitude de 2 311 m il atteint une profondeur de 3 m.

## Toponymie
Aygues signifie « eaux »,  cluses signifie « enfermés » donc le lac des eaux enfermées (disparaissant sous terre).

## Géographie
Le lac d'Aygues Cluses est enfoncé au sud dans le petit cirque du Clot d’Aygues-Cluses surplombé par le pic de Gourguet (2 619 m) à l’ouest et au sud par le pic d'Estibère (2 663 m)  et se trouve à l’est du lac de Madamette dans le massif du Néouvielle.
Le lac est situé non loin du  GR10.

### Topographie
|                    | Lac de Couyela Gran | Pic d'Aygues Cluses (2 620 m) |
| Lac de Madamette   | lac d'Aygues Cluses | Pic de Gourguet (2 619 m)     |
| Laquet de Madaméte | Pène Nère (2 646 m) |                               |

### Hydrographie
Le lac a pour émissaire le ruisseau d'Aygues-Cluses.

### Géologie
Le lac de Rabiet est un lac glaciaire de montagne, dont la formation se passe en trois étapes majeures :
1) À l'Éocène vers −40 Ma se forme la chaîne des Pyrénées à la suite de la remontée vers le nord de la plaque africaine qui entraîne avec elle la plaque ibérique. Cette dernière glisse alors sous la plaque eurasiatique située plus au nord, ce qui entraîne le plissement, le relèvement et le charriage des couches géologiques de la croûte terrestre.
2) À partir du Pliocène puis surtout du Pléistocène, de −5 Ma à −10 000 ans, un refroidissement général du climat entraîne la formation de glaciers et d'une érosion glaciaire (vallées, cirques, moraines, ombilics, etc) dans toute la chaîne des Pyrénées.
3) Depuis l'Holocène, à partir de −10 000 ans, un redoux climatique entraîne la disparition des glaciers et la formation dans leur sillage de nombreux lacs glaciaires qui sont de deux sortes :
- le lac de verrou qui se forme dans un ombilic glaciaire formant un creux naturel et terminé par un verrou glaciaire rocheux.
- le lac de moraine qui se forme derrière une moraine agissant comme un barrage naturel.

## Protection environnementale
Le lac fait partie d'une zone naturelle protégée, classée ZNIEFF de type 1 et de type 2.

## Voies d'accès
Le lac d'Aygues Cluses est accessible par le versant nord par le sentier de grande randonnée GR 10. Il faut ainsi emprunter, depuis le parking du pont de la Gaubie, à l'ouest du col du Tourmalet, une section du GR10. Après environ 2 km, le GR10 continue sur la gauche tandis qu'un sentier montant à droite permet d'accéder au lac dets Coubous. Puis prendre le sentier le long du ruisseau de Coueyla-Gran qui vous amène au lac en direction du  col de Madaméte (2 508 m).